# Йосефо Масі
Йосефо Масікау Балейвайрікі (англ. Iosefo Masikau Baleiwairiki), відомий також як Йосефо Масікау (англ. Iosefo Masikau) або Йосефо Масі (англ. Iosefo Masi; нар. 9 травня 1998) — фіджійський гравець у регбі. Олімпійський чемпіон на літніх Олімпійських іграх 2020 року у Токіо. Також навчається за ступенем бакалавра у Національному університеті Фіджі.

## Кар'єра
Обраний до національної збірної після його вражаючих виступів на турнірі 2020 Fiji Bitter Marist 7s, де він також забив хет-трик в одному з матчів.
Дебютував на Олімпійських іграх, представляючи Фіджі на літніх Олімпійських іграх 2020, де обраний до складу збірної Фіджі для участі на літніх Олімпійських іграх 2020 року у чоловічому турнірі з регбі, на якому національна команда стала чемпіоном.